# Mosvlieskelkje
Het mosvlieskelkje (Helotium fulvum) is een schimmel behorend tot de familie Tricladiaceae. Het leeft saprotroof op stengeltjes van het gewoon dikkopmos (Brachythecium rutabulum).

## Verspreiding
Het mosvlieskelkje komt in Nederland uiterst zeldzaam voor.